# جوزپه بیگونیو
جوزپه بیگوگنو (انگلیسی: Giuseppe Bigogno؛ 22 July 1909 – ۲۲ ژوئن ۱۹۷۷) بازیکن فوتبال اهل ایتالیا بود.
از باشگاه‌هایی که در آن بازی کرده‌است می‌توان به باشگاه فوتبال جنوآ و باشگاه فوتبال فیورنتینا اشاره کرد.